# 王芝瑞
王芝瑞（？—1648年5月9日（永曆二年閏三月癸未）），字鍾淑，號静川，應天府江寧縣人，明朝、南明政治人物。

## 生平
王芝瑞是萬曆四十六年（1618年）戊午科舉人 ，崇禎四年（1631年）成進士，授行人，歷官吏部驗封司主事、員外郎。有宗室郡王應降授將軍，向他行賄三千以違制襲封王爵，他立刻駁斥；政府為該名宗室說情，但最終並不允許襲封。真人張應京面見崇禎帝建壇求雪，沒有效果；惟崇禎帝依然器重張應京，在他請求下，讓他住在魏忠賢故宅作為策勳的府邸。事情頒布後，王芝瑞說：「有功的人才能賜與宅邸。張應京只是一名真人，獲得高爵厚祿，而且求雪無效，憑甚麼得策勳？」最後也不能阻止。周延儒再次出任首輔，王芝瑞是他以前取錄的進士，吏部有官職出缺，周延儒打算讓王芝瑞補任。王芝瑞說：「先生出山，不滿足眾望，將失敗是朝廷之事。我離開也嫌不夠快，敢擾亂嗎？」堅持辭官歸鄉。
後來王芝瑞再次獲起用為四川督學僉事，幫助王應熊籌措糧餉有功。弘光元年（1645年），他奉朝廷命令守江，寇盜不敢渡河；擢任尚寶司少卿，任命的詔令尚未到達，張獻忠就在閏六月帶兵向南，王芝瑞於江上拒守。樊一蘅輕敵戰敗被他所救，但迷路遇上敵寇傷及馬匹，後軍來到得免，退入永寧，不久當地也失陷。最初曾英得王芝瑞提拔，王應熊命他攻打寇盜、恢復永寧，而王芝瑞則守衛遵義。
隆武帝繼位，徵召王芝瑞擔任光祿寺少卿，擢兵部右侍郎、都察院僉都御史，巡撫四川。受命後到達湖南，途中福京失守，因此依附武岡的劉承胤。劉承胤計劃擁立岷王朱禋，王芝瑞不斷阻止，幾乎被殺害，逃入廣西，黃尚賓在萬年城帶兵迎接。永曆二年（1648年）閏三月，永曆帝招任他為吏部左侍郎，拜命後不久遽卒。

## 引用
1. 1 2  錢海岳《南明史·卷三·本紀第三》：（永曆二年閏三月）癸未，……王芝瑞吏部左侍郎，卒。
2. 1 2  錢海岳《南明史·卷五十六·列傳第三十二》：王芝瑞，字鍾淑，江寧人。崇禎四年進士。授行人，歷驗封主事、員外郎。有郡王當降授將軍者，行賄三千，請襲王封，芝瑞駮之。政府為之言，終不可。真人張應京謁上建壇，命祈雪不效，上猶眷之，因疏求策勳府，以居魏忠賢故宅。事下，芝瑞曰：「宅故賜額以待有功。應京以一羽流，高爵厚糈，而祈雪且無應，彼何勳哉？」格不與。周延儒再相，芝瑞故所取士，吏部補人，欲以芝瑞補。芝瑞曰：「相公出山，不饜輿望，將必敗乃公事。吾去恐不速，敢汩其波乎？」乃力辭歸。
3. ↑  《崇祯四年辛未科三百五十名进士履历》：王芝瑞，静川，诗五房，口口八月二十八日生。江寧縣人，戊午七名，會一百四十九，三甲一百八十一名。兵部政，癸酉授行人，己卯补原职。曾祖浦。祖朝徵，庠生。父新治。
4. ↑  康熙《江寧府志·卷十二·科貢表上》：萬曆四十六年（舉人）王芝瑞 鍾淑，治詩，第七人，見進士
5. ↑  錢海岳《南明史·卷五十六·列傳第三十二》：久之，起四川督學僉事，助王應熊措餉有功。弘光元年，奉命守江，寇不敢渡。擢尚寶少卿，命未至，閏六月張獻忠悉兵南向，拒之江上。樊一蘅以輕取敗，芝瑞救之，失道遇寇傷馬。後軍至，乃免，退保永寧。尋陷。曾英初為芝瑞所拔，應熊命諭攻寇復永寧，芝瑞守遵義。紹宗立，召光祿少卿，擢兵部右侍郎、僉都御史巡撫四川。芝瑞應召，行至湖南，中道而福京亡，依劉承胤武岡。承胤欲立岷王，芝瑞力折之，幾被害。走廣西，黃尚賓以兵迎居萬年城。永曆二年閏三月，以吏部左侍郎召，拜命遽卒。